# Julius von Waldthausen

Julius von Waldthausen

Julius Waldthausen, ab 1886 von Waldthausen, ab 1918 Freiherr von Waldthausen (* 30. Juni 1858 in Essen; † 24. August 1935 in Egedesminde, Grönland) war ein deutscher Diplomat.

## Leben und Wirken
Julius Waldthausen wurde 1858 als Sohn des Julius Wilhelm Waldthausen (1809–1873) aus der Patrizierfamilie Waldthausen in Essen geboren, ab 1886 hieß er von Waldthausen, kurz vor dem Zusammenbruch des Kaiserreichs wurde er am 22. Mai 1918 in den Freiherrnstand aufgenommen. Seine Mutter war Maria Wilhelmine Adelheid Waldthausen (1816–1874). Julius erhielt eine klassisch-humanistische Schulbildung am Essener Burggymnasium. Er studierte Rechtswissenschaften an den Universitäten Leipzig, Straßburg, Heidelberg und Göttingen. Er war Mitglied der Studentenverbindung Rupertia Heidelberg. Nachdem er zum Dr. jur. mit der promoviert wurde, ging er in den 1880er Jahren in den diplomatischen Dienst des Deutschen Kaiserreichs, in dem er es bis zum Geheimrat und Gesandten brachte. Laut einer biografischen Skizze seines Sohnes aus dem Jahr 1935 bereiste von Waldthausen zu seinen Lebzeiten sämtliche Kontinente sowie sämtliche zu seiner Zeit existierende Staaten.
Von Waldthausen war Gesellschafter der am 8. Januar 1910 gegründeten Essener Hotelgesellschaft m.b.H. Kaiserhof zum Zweck der Ausrüstung, der Einrichtung und des Betriebs eines modernen, großen Hotels, dem 1912 eröffneten Hotel Kaiserhof.
Als Diplomat war von Waldthausen in Madrid, Marokko und Sankt Petersburg tätig, dann nacheinander als Geschäftsträger an der Gesandtschaft am Heiligen Stuhl, Botschaftsrat in Petersburg, Geschäftsträger in Tokio und Generalkonsul in Kalkutta. Er unternahm von dort Reisen in die Südsee, nach Australien, Afrika und Amerika und wurde 1902 Gesandter in Buenos Aires. Als Gesandter für die La-Plata-Staaten bereiste er Südamerika und, so sein Sohn, „förderte das Deutschtum“.
Später war von Waldthausen Gesandter in Kopenhagen (mindestens noch bis Juni 1912) und Bukarest (spätestens ab Oktober 1912), bevor er 1914 in den Ruhestand trat, den er in seinem Schloss in Bassenheim bei Koblenz verbrachte. Dort errichtete er am 30. Juni 1928 aus Anlass seines 70. Geburtstags die Freiherr von Waldthausen Stiftung, deren Zweck es ist, aus den Zinsen des Kapitals von anfänglich 20.000 Reichsmark armen, kranken oder alten Personen oder kinderreichen oder unverschuldet in Not geratenen Familien der Gemeinde Bassenheim Unterstützungen zu gewähren. Darüber hinaus ging er weiterhin auf zahlreiche Reisen, während der er auch häufig halb- bis volloffizielle Aufgaben wahrnahm. Er besuchte wiederholt Skandinavien, Mittel- und Südeuropa und Nordafrika. Von 1916 bis 1921 war er Mitglied des Senats der Kaiser-Wilhelm-Gesellschaft.
1930 vertrat er das Deutsche Reich als außerordentlicher Botschafter bei der Krönung des Kaisers von Abessinien. 1932 wurde er von Reichspräsident Paul von Hindenburg in besonderer Mission nach Japan entsandt, von wo er Indochina, Australien und Amerika besuchte.
Im August 1935 starb Julius Freiherr von Waldthausen unerwartet während einer Reise auf Grönland.
Die Stadt Essen bewahrt das Andenken an ihn in der Julius-von-Waldthausen-Stiftung, eingerichtet zur Förderung von medizinischen Heilberufen.

## Familie
Aus Waldthausens Ehe mit Elinor Boecking ging der im Juni 1912 in Kopenhagen geborene Sohn Helmuth hervor, er studierte am Magdalen College Oxford (UK) and fiel im Zweiten Weltkrieg bei Owrutsch, Ukraine (14. Oktober 1943).